# Cyril Slater
Cyril Seely Slate (Montreal, 27 maart 1897 - Montreal, 26 oktober 1969) was een Canadese ijshockeyspeler. Slate speelde van 1916 tot 1933 voor de Montreal Victorias. Voor de Olympische Winterspelen 1924 werd Slate toegevoegd aan de Toronto Granites, die ploeg mocht Canada daar vertegenwoordigen. Slate won met daar met zijn ploeggenoten de gouden medaille.